# イルジギデイ
イルジギデイ（Iljigidei/Eljigidai, ايلجيكداى Īljīkidāī、生没年不詳）は、チャガタイ・ハン国の君主（1326年 - 1326年 or 1327年? - 1330年?）。チャガタイ家の当主ドゥアの子で、ゴンチェク、エセン・ブカ、ケベク、ドレ・テムル、タルマシリンらはイルジギデイの兄弟。。『元史』などの漢文史料における表記は燕只哥䚟（yànzhǐgēdǎi）など。

## 生涯
イルジギデイの治世に起こった最大の事件は、東方の大元ウルスの帝位を巡る内紛（天暦の内乱）であった。これより先、ブヤント・カアン（仁宗アユルバルワダ）から迫害された皇族のコシラはエセン・ブカ治世のチャガタイ・ウルスに亡命しており（トガチの乱）、そのままチャガタイ・ウルス領に留まり続けていた。しかし、1328年（天暦元年）に大元ウルスにおいてアリギバ擁する上都派とトク・テムルを擁する大都派との間で内戦が勃発すると、これを好機と見たコシラはイルジギデイの後援を得て東方に進撃した。その頃、東方では大都派が勝利を収めてトク・テムルが即位していたが、チャガタイ家の大兵団を後ろ盾とするコシラにやむなく帝位を譲り、コシラはクトクトゥ・カアンとして即位した。
クトクトゥ・カアンは自らの即位に協力したチャガタイ・ウルスに大きな恩義を感じており、かつて第2代皇帝オゴデイがチャガタイのために作らせた「皇兄之宝」という金印をジャライル部のナイマンタイを使者としてイルジギデイに届けさせた。この金印の授与は、コシラの即位に大きな役割を果たしたイルジギデイにオゴデイ時代のチャガタイと同様の強大な権力を与えることを表明するものであった。なお、「宝印」は原則として皇帝のみ使用できるものと定められており、宝印の授与はチャガタイ・カンを独立した政権として認めるという側面もあったとみられる。しかし、天暦の内乱を主導して一度はトク・テムルを即位させたエル・テムルらはこのように外部のチャガタイ・ウルスを厚遇するクトクトゥ・カアンの姿勢に不満を募らせ、これを毒殺してしまった。クトクトゥ・カアンの早すぎる死によってイルジギデイは大元ウルスとの繋がりを断たれてしまったが、その見返りとして莫大な贈り物とともに東部天山一帯の領土（大元ウルスとチャガタイ・ウルスの狭間にあって両属に近い状態にあった）を正式に「譲渡」された。
また、イルジギデイの治世の中央アジアではドミニコ会士のThomas Mancasolaによるキリスト教の布教活動が行われた。1329年にThomasはアヴィニョンに帰国し、教皇ヨハネス22世がイルジギデイに宛てた書簡を携えて中央アジアを再び訪れたが、イルジギデイはすでに没していた。
イルジギデイの後、兄弟のドレ・テムルが跡を継いだ。フランスの歴史学者のルネ・グルッセは、イルジギデイとドレ・テムルの短い治世を経て1326年にイルジギデイの兄弟のタルマシリンがチャガタイ家の当主となったと述べている。